# Cobie Smulders
Jacoba Francisca Maria 'Cobie' Smulders (Vancouver, 3 april 1982) is een Canadees televisie- en filmactrice en voormalig fotomodel. Ze is het meest bekend van haar rol als Robin Scherbatsky in de televisieserie How I Met Your Mother, en als S.H.I.E.L.D. agent Maria Hill in meerdere Marvel Cinematic Universe films zoals The Avengers (2012), Captain America: The Winter Soldier (2014), Avengers: Age of Ultron (2015), Avengers: Infinity War (2018), Avengers: Endgame (2019) en Spider-Man: Far From Home (2019) en de Disney+ televisieserie Secret Invasion (2023).

## Achtergrond
Smulders werd geboren in Vancouver, Brits-Columbia. Ze is de dochter van een Nederlandse vader en een Britse moeder, en heeft vier zussen en drie broers.
Via haar grootmoeder van vaders zijde is zij een afstammeling van de Deventerse meelfabrikant en politicus Jan van der Lande en een nicht van oud-premier Jan Eduard de Quay en PvdA politicus Erik Jurgens.
In haar jeugd wilde ze graag mariene bioloog worden. Tijdens de middelbare school toonde ze interesse in theater, totdat ze werd gescout als model. Uiteindelijk stopte ze daarmee, en studeerde tijdelijk aan de University of Victoria voordat ze zich stortte op acteren.

## Privé
Ze is in 2012 getrouwd met acteur Taran Killam, met wie ze in 2009 een dochter kreeg en in januari 2015 een tweede dochter.
In 2015 maakte Smulders bekend dat er op 25-jarige leeftijd bij haar eierstokkanker werd ontdekt. In augustus 2019 maakt ze bekend in remissie te zijn.
Sinds september 2020 is ze officieel Amerikaans staatsburger, waardoor ze een dubbele nationaliteit heeft naast haar Canadese staatsburgerschap.